# Der Boxer und der Tod
Der Boxer und der Tod ist eine tschechoslowakische Literaturverfilmung von Peter Solan aus dem Jahr 1963 nach der gleichnamigen Kurzgeschichte des polnischen Schriftstellers Józef Hen.

## Handlung
Der KZ-Kommandant Walter Kraft verbringt viele Stunden allein, im extra für ihn im Lager eingerichteten Trainingsraum, um weiterhin die Form zu behalten, die er als Preisboxer benötigt. Wenn er wieder zurück in das zivile Leben kommt, möchte er wieder als solcher sein Geld verdienen. Den Ratschlag seiner Frau, sich einen Sparringspartner unter den Häftlingen zu suchen, verwirft er, da diese „Fliegen“, wie er sie nennt, viel zu wenig Kraft haben. 
Als er den, nach einem Fluchtversuch, wieder eingefangenen Häftling Jan Kominek mit einem Faustschlag zu Boden schlagen will, erkennt er an dessen Reaktion, dass dieser einmal ein Boxer war. Er nimmt den ausgehungerten Kominek mit, um mit ihm einen Übungskampf zu veranstalten, den Kraft nach 1 ½ Minuten gewinnt. Dadurch angeregt und des Kämpfens gegen einen Sandsack müde, befiehlt der Kommandant die bereits vorgesehene Exekution auszusetzen und den Häftling für einen echten Boxkampf vorzubereiten. Dazu erhält dieser alle Freiheiten, um wieder sein Kampfgewicht zu erreichen und seinen Trainingszustand zu verbessern. Der KZ-Arzt, der auch als Ringrichter wirkt, erkennt in ihm ein Studienobjekt für seine medizinischen Versuche. Der slowakische SS-Wachmann Willi wird sein persönlicher Betreuer und einzig der SS-Offizier Holder ist gegen diese Entwicklung. 
Bei seinen Mithäftlingen hat Kominek einen schweren Stand, da diesen seine privilegierte Lage nicht gefällt. Nur in dem Häftling Venzlak, der in einer anderen Baracke untergebracht ist, findet er einen Unterstützer. Venzlak kennt sich im Boxsport etwas aus und wird sein heimlicher Trainer. Während des nächsten Wettkampfs hält Kominek bereits zwei Runden durch, was dazu führt, dass der Betreuer Willi eine Wette gewinnt. Auch ein Trainingslauf außerhalb des Lagers hilft den beiden Boxern, ihre Kondition zu verbessern. Zum Abschluss des Laufs lädt Kraft den Häftling in einer Gaststätte zu einem Glas Bier ein. Hier sieht Jan zum ersten Mal die Tochter Halina des Wirts und erzählt Venzlak davon. Dieser und seine Freunde bitten ihn, bei seinem nächsten Training auf der anderen Seite des Zaunes, sie zu fragen, wie viel Flüchtlinge sie in der Lage ist, zu verstecken, denn sie ist die Verbindungsfrau zu den Helfern außerhalb des Lagers. Einen erneuten Lauf gibt es aber nicht mehr, denn Holder hat den Kommandanten auf seine Grenzen hingewiesen.
Nach einer geraumen Zeit ist Kominek in der Lage, einen Wettkampf über zehn Runden vor einem größeren Publikum zu versuchen. Zu Beginn des Kampfes erfährt Holder, dass Venzlak der Freund Komineks ist und erschießt diesen. Der Kampf ist ausgeglichen, beide gehen mehrmals zu Boden, Kraft wird mit 7 : 3 Runden als Sieger erklärt, doch das Durchstehen der vollen Rundenzahl ist auch für den Häftling ein Erfolg. Gleich anschließend läuft Kominek zu Venzlak, um ihm darüber zu berichten und erfährt hier von dessen Tod. Darüber ist er so erregt, dass er den Kommandanten mit einem Trick zu einem sofortigen erneuten Kampf überreden kann, um ihn hierbei Knockout zu schlagen, was ihm auch gelingt. Deshalb bekommt Holder den Auftrag, sich um den Häftling zu kümmern, was dessen sicheren Tod bedeutet. 
Durch die Überredungskünste seiner Frau überlegt es sich Kraft noch einmal anders, holt Kominek zurück und übergibt ihm die Entlassungspapiere eines bereits verstorbenen Häftlings. Jan will aber nur gehen, wenn nach seinem Verlassen des Lagers kein Alarm ausgelöst wird und auch die 40 Häftlinge seiner Baracke, wie sonst bei einer Flucht üblich, nicht in die Gaskammer  geschickt werden. Diese Zusage erhält er, jedoch will später der SS-Offizier Holder nach Berlin telefonieren, um den Vorgang in der übergeordneten Dienststelle zu melden, was für Kraft böse Folgen hätte. Deshalb entschließt sich dieser, doch den Alarm auszulösen. Als Kominek bei Halina eintrifft und ihr sagt, dass mehrere Häftlinge ausbrechen wollen, damit sie sich darauf vorbereiten kann, beginnen die Sirenen zu heulen. Er begibt sich zurück auf den Weg ins Lager, um das Leben seiner Kameraden zu retten.

## Produktion
Der Boxer und der Tod wurde nach den tatsächlichen Erlebnissen des polnischen Boxers Tadeusz Pietrzykowski in den Filmstudios Bratislavas als Schwarzweißfilm gedreht und hatte am 12. April 1963 in der ČSSR seine Premiere. Seine erste nachweisbare Aufführung in der DDR fand am 7. Juli 1963 in der Berliner Freilichtbühne Weißensee statt. Im Deutschen Fernsehfunk wurde der Film am 10. Mai 1968 ausgestrahlt.
Der Film ist 2018 auf DVD und Blu-ray erschienen.

## Kritik
Tobias Sunderdiek schreibt in der Neuen Osnabrücker Zeitung: 

„Die Absurdität in der Hölle: Um das Grauen des Lagerlebens zu zeigen, braucht der Film nur ein paar einfache Bilder: Verlassene Habseligkeiten von Menschen, danach schwarzer Rauch aus einem Schornstein, der die Sonne verdunkelt – solche Szenen lassen in ihrer Reduktion erschaudern.“

„Intensives Drama, das eine außergewöhnliche Perspektive auf die Nazi-Verbrechen wagt und die Sport-Metapher und den Raum zu ambivalenten Bilderfolgen nutzt. Gerade in ihrer unmelodramatischen, fast nüchternen Zurückhaltung erscheinen diese besonders drastisch.“

Das Fazit einer ausführlichen Rezension von Sascha Ganser lautet: 

„‚Der Boxer und der Tod‘ bleibt unter Garantie im Gedächtnis. Als einer der wenigen Filme über den Nationalsozialismus, die auch der deutschen Seite etwas Menschliches zugestehen, gelingt es ihm, unterdrückte Ängste in einen spielerischen Kontext zu transformieren und dort aufzulösen, ohne dem Kitsch oder der Polarität gewöhnlicher Sportfilme anheim zu fallen. Peter Solan schichtet in das intime Verhältnis zwischen einem SS-Mann und einem KZ-Insassen tief genug, um das Versagen der Kommunikation zwischen den Nationen am Kriegshorizont scharfsinnig herauszustellen. Am Ende braucht es dazu nicht viel mehr als einen Ring, vier Fäuste und ungleiche Bedingungen.“

## Auszeichnungen
- 1963: 5. Festival des Tschechoslowakischen Films in Ústí nad Labem: Auszeichnung